# Xã Hassan Valley, Quận McLeod, Minnesota
Xã Hassan Valley (tiếng Anh: Hassan Valley Township) là một xã thuộc quận McLeod, tiểu bang Minnesota, Hoa Kỳ. Năm 2010, dân số của xã này là 693 người.